# Premis Butaca de 2012
Els Premis Butaca de 2012, varen ser la divuitena edició dels oficialment anomenats Premis Butaca de teatre i cinema de Catalunya, uns guardons teatrals i cinematogràfics catalans, creats l'any 1995 per Glòria Cid i Toni Martín, conductors d'un programa a la ràdio de Premià de Mar, en reconeixement de les obres de teatre i pel·lícules estrenades a Catalunya. Els premis són atorgats per votació popular.
El lliurament dels premis d'aquesta edició es va celebrar al Mercat de les Flors de Barcelona el 27 de novembre de 2012.
En aquesta edició, s'atorgaren els següents premis extraordinaris:
- Butaca d'Honor

## Palmarès i nominacions[3]

### Premi Butaca al millor muntatge teatral
| Obra                          | Productora                                | Resultat  |
| ----------------------------- | ----------------------------------------- | --------- |
| Incendis                      | La Perla 29                               | Guanyador |
| Campanades de boda            | La Cubana                                 | Nominat   |
| El comte Arnau                | Teatre Nacional de Catalunya              | Nominat   |
| Hedda Gabler                  | CAER, Teatre Lliure i Teatro de la Abadía | Nominat   |
| Els jugadors                  | El Canal i Teatre Lliure                  | Nominat   |
| La nostra classe              | FEI i Festival Grec'11                    | Nominat   |
| Qui té por de Virginia Woolf? | Teatre Romea                              | Nominat   |

### Premi Butaca al millor musical
| Obra                          | Productora                                 | Resultat  |
| ----------------------------- | ------------------------------------------ | --------- |
| La vampira del Raval          | Cia. Octubre Teatral                       | Guanyador |
| Cop de Rock                   | Dagoll Dagom                               | Nominat   |
| El crim de Lord Arthur Savile | Teatre Nacional de Catalunya i Egos Teatre | Nominat   |
| Forever Young                 | Tricicle                                   | Nominat   |

### Premi Butaca al millor espectacle de dansa
| Obra                     | Productora                           | Resultat  |  |
| ------------------------ | ------------------------------------ | --------- |  |
| V.O.+                    | Cesc Gelabert                        | Guanyador |  |
| En attendant l'inattendu | Cia. Leandre-Claire i Nats Nus       | Nominat   |  |
| No sé si...?             | Cia. Marta Carrasco i Salometa, S.L. | Nominat   |  |

### Premi Butaca al millor espectacle de petit format
| Obra                       | Productora             | Resultat  |
| -------------------------- | ---------------------- | --------- |
| Sé de un lugar             | Producciones Prisamata | Guanyador |
| 20 de novembre             | Bohemia's              | Nominat   |
| Litus                      | FlyHard Produccions    | Nominat   |
| La monja enterrada en vida | La Seca Espai Brossa   | Nominat   |
| Quartett                   | Àtrium Produccions     | Nominat   |

### Premi Butaca a la millor espectacle per a públic familiar
| Obra                       | Productora                 | Resultat  |
| -------------------------- | -------------------------- | --------- |
| Splenda                    | Cia. Mag Lari i Grup Focus | Guanyador |
| Lava                       | Teatre Lliure i Imaginart  | Nominat   |
| Pau. La vida de Pau Casals | Forani Teatre              | Nominat   |

### Premi Butaca a la millor producció espanyola o internacional
| Obra                                           | Director/a        | Resultat   |
| ---------------------------------------------- | ----------------- | ---------- |
| Una flauta màgica                              | Peter Brook       | Guanyadora |
| La costa de la utopia                          | Aleksei Borodin   | Nominada   |
| Raoul                                          | James Thiérrée    | Nominada   |
| Sobre el concepte de rostre, en el fill de Déu | Romeo Castellucci | Nominada   |

### Premi Butaca a la millor direcció
| Director/a      | Obra             | Resultat  |
| --------------- | ---------------- | --------- |
| Oriol Broggi    | Incendis         | Guanyador |
| Hermann Bonnín  | El comte Arnau   | Nominat   |
| Iván Morales    | Sé de un lugar   | Nominat   |
| Carme Portaceli | La nostra classe | Nominada  |
| David Selvas    | Hedda Gabler     | Nominat   |

### Premi Butaca a la millor actriu
| Actriu          | Obra                 | Resultat   |
| --------------- | -------------------- | ---------- |
| Clara Segura    | Incendis             | Guanyadora |
| Laia Marull     | Hedda Gabler         | Nominada   |
| Rosa Novell     | Un fràgil equilibri  | Nominada   |
| Carme Sansa     | Vostè ja ho entendrà | Nominada   |
| Mar Ulldemolins | 20 de novembre       | Nominada   |

### Premi Butaca al millor actor
| Actor          | Obra               | Resultat  |
| -------------- | ------------------ | --------- |
| Pere Arquillué | Cyrano de Bergerac | Guanyador |
| Manel Barceló  | Els dolents        | Nominat   |
| Joan Carreras  | Coriolà            | Nominat   |
| Julio Manrique | Incendis           | Nominat   |
| Lluís Soler    | Luces de bohemia   | Nominat   |

### Premi Butaca a la millor actriu de musical
| Actriu            | Obra                          | Resultat   |
| ----------------- | ----------------------------- | ---------- |
| Mercè Martínez    | La vampira del Raval          | Guanyadora |
| Dulcinea Juárez   | Forever Young                 | Nominada   |
| Maria Santallusia | El crim de Lord Arthur Savile | Nominada   |

### Premi Butaca al millor actor de musical
| Actor         | Obra                          | Resultat  |
| ------------- | ----------------------------- | --------- |
| Pep Cruz      | La vampira del Raval          | Guanyador |
| Rubèn Montañá | El crim de Lord Arthur Savile | Nominat   |
| Mingo Ràfols  | La vampira del Raval          | Nominat   |

### Premi Butaca a la millor actriu de repartiment
| Actriu         | Obra                | Resultat   |
| -------------- | ------------------- | ---------- |
| Rosa Boladeras | La nostra classe    | Guanyadora |
| Màrcia Cisteró | Incendis            | Nominada   |
| Miranda Gas    | El comte Arnau      | Nominada   |
| Míriam Iscla   | La ciutat           | Nominada   |
| Rosa Renom     | Un fràgil equilibri | Nominada   |

### Premi Butaca al millor actor de repartiment
| Actor           | Obra                          | Resultat  |
| --------------- | ----------------------------- | --------- |
| Boris Ruiz      | Els jugadors                  | Guanyador |
| Ivan Benet      | Qui té por de Virginia Woolf? | Nominat   |
| Pablo Derqui    | Hedda Gabler                  | Nominat   |
| Manel Dueso     | Luces de bohemia              | Nominat   |
| Carles Martínez | Mequinensa                    | Nominat   |

### Premi Butaca a la millor escenografia
| Finalistes                    | Obra                     | Resultat   |
| ----------------------------- | ------------------------ | ---------- |
| Oriol Broggi i Sebastià Brosa | Incendis                 | Guanyadors |
| Paco Azorín                   | La nostra classe         | Nominat    |
| Sílvia Delagneau              | Imatges gelades          | Nominada   |
| Max Glaenzel                  | Una vella, coneguda olor | Nominat    |

### Premi Butaca a la millor il·luminació
| Finalistes      | Obra                     | Resultat  |
| --------------- | ------------------------ | --------- |
| Albert Faura    | Incendis                 | Guanyador |
| Pep Barcons     | Luces de bohemia         | Nominat   |
| Tomàs Pladevall | El comte Arnau           | Nominat   |
| Kiko Planas     | Una vella, coneguda olor | Nominat   |

### Premi Butaca al millor vestuari
| Finalistes     | Obra                          | Resultat   |
| -------------- | ----------------------------- | ---------- |
| Cristina López | Campanades de boda            | Guanyadora |
| María Araujo   | La vampira del Raval          | Nominada   |
| Egos Teatre    | El crim de Lord Arthur Savile | Nominada   |
| Mercè Paloma   | Una vella, coneguda olor      | Nominada   |

### Premi Butaca a la millor caracterització
| Finalistes                  | Obra               | Resultat    |
| --------------------------- | ------------------ | ----------- |
| Eva Fernández i Mercè Ribas | Cyrano de Bergerac | Guanyadores |
| Las Bocas                   | Campanades de boda | Nominades   |
| Toni Santos                 | Forever Young      | Nominat     |

### Premi Butaca al millor text teatral
| Obra                  | Autor/a        | Resultat  |
| --------------------- | -------------- | --------- |
| Els jugadors          | Pau Miró       | Guanyador |
| Burundanga            | Jordi Galceran | Nominat   |
| L'ombra al meu costat | Marília Samper | Nominat   |
| Sé de un lugar        | Iván Morales   | Nominat   |

### Premi Butaca a la millor composició teatral
| Finalistes                 | Obra                          | Resultat  |
| -------------------------- | ----------------------------- | --------- |
| Albert Guinovart           | La vampira del Raval          | Guanyador |
| Francesc Mora              | El crim de Lort Arthur Savile | Nominat   |
| Lluís Vidal i Mariona Vila | El comte Arnau                | Nominats  |

### Butaca Honorífica
- Esther Aranda, taquillera del Teatre Romea